# Liljeborgia kinahani
Liljeborgia kinahani är en kräftdjursart som först beskrevs av Charles Spence Bate 1862.  Liljeborgia kinahani ingår i släktet Liljeborgia och familjen Liljeborgiidae. Arten är reproducerande i Sverige. Inga underarter finns listade i Catalogue of Life.